# Anton Mell

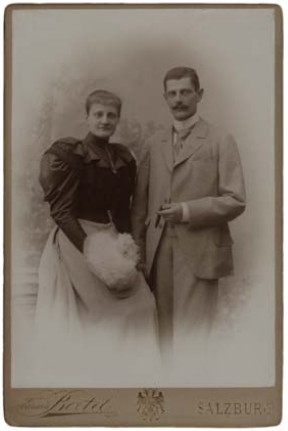
Eugenie und Anton Mell, Aufnahme von Eduard Bertel

Anton Mell (* 7. Juni 1865 in Graz; † 14. Dezember 1940 ebenda) war ein österreichischer Historiker.

## Leben
Anton Mell war ein jüngerer Bruder des späteren Blindenfachmanns Alexander Mell. Ein weiterer Bruder trug den Namen Carl und wurde Professor an der Staatsgewerbeschule in Salzburg. Anton Mell studierte Geschichte, Germanistik und Rechtswissenschaften an der Universität Graz und promovierte 1887 mit einer Arbeit über Die historische und territoriale Entwicklung Krains vom 10. bis zum 13. Jahrhundert. Danach trat er ein Volontariat im Steiermärkischen Landesarchiv an. 1893 wurde er zweiter und 1896 erster Archivadjunkt. 1907 habilitierte er sich an der Universität Graz für österreichische Geschichte. 1905 wurde er Direktor des Steiermärkischen Landesarchivs. Im selben Jahr galt er bereits als außerordentlicher Professor, 1915 wurde er ordentlicher Professor und ab 1929 war er unbesoldeter Professor für Verfassungs- und Verwaltungsgeschichte. 
Im Ersten Weltkrieg war er Reserveoffizier. Spätestens in dieser Zeit begann er zu fotografieren und zeigte dabei einige Begabung; Bilder und Filme sind in seinem Nachlass erhalten.
Von 1931 bis 1935 war er ordentlicher Professor für österreichische Geschichte. Ab 1906 war er außerdem Sekretär der Historischen Landeskommission für die Steiermark. Als das hundertjährige Jubiläum des Joanneums gefeiert werden sollte, richtete er die ständige Archivalienausstellung ein. Auch inventarisierte er die Gemeindearchive. 1923 ging er in den Ruhestand. 1929 wurde er korrespondierendes Mitglied der Akademie der Wissenschaften Wien, 1935 wurde er in Graz Dr. jur. h. c. Anlässlich seines 70. Geburtstages wurde ihm das Komturkreuz mit weißem Krückenkreuz am Hals-Ordensband verliehen.
Mell feierte seinen 75. Geburtstag bereits „unter den Auspizien des Todes“ und „verschied nach schwerem Siechtum“. Seinen Nachlass übergab seine Witwe Eugenie, geb. von Freyschlag, zu einem Teil an seinen Schüler Burkhard Seuffert. Dieser musste allerdings feststellen, dass die Materialien höchst unvollständig waren. Erst 1983 bot Mells Nichte Paula Mell dem Steiermärkischen Landesarchiv weitere Teile des Nachlasses an, die mit Freuden übernommen wurden.

## Werke
Sein Hauptwerk ist der Grundriß der Verfassungs- und Verwaltungsgeschichte des Landes Steiermark (1929/30).

## Würdigung
Der Anton-Mell-Weg ⊙ in Graz-Straßgang ist nach ihm benannt.